# 合作社 (香港)
「合作社」（Cooperative）是根據香港法例第33章《合作社條例》在香港成立的組織，以自助互助精神集社會資源向社員提供服務、支援及進行商業活動。合作社是通常在共同擁有及民主管理的原則下營運，任何人士若非註冊合作社或未經行政長官的核准，不得以「合作社」為名稱的一部分經營業務。根據法例規定，社員於合作社的投票權利必須均等，「不得就社務的處理而有超過一票表決權」。條例亦對社員持有大量股份作出限制，規定「除註冊合作社外，任何社員不得持有任何合作社超過五分之一的股本」。另外，對於社員如何運用利潤亦有一定限制，「審計而確定的純利最少四分之一撥入名為儲備金的基金，以便按規則訂明的方法運用」。現時，合作社由漁農自然護理署註冊及監管，並須依照七項基本原則營運：
1. 自願組合，社籍公開。
2. 一人一票，民主管理。
3. 獨立運作，高度自治。
4. 協助推動經濟活動。
5. 提倡公民教育，廣用資訊科技 。
6. 進行合作社之間的相互經濟合作。
7. 關注社會及生態環境。[1]

在香港，同樣以合作社精神運作的組織還有儲蓄互助社 (Credit Union)，也是由漁農自然護理署監管。

## 歷史
第二次世界大戰後，英國在美國的支持下得以繼續管治香港，美國陣營和蘇聯陣營的冷戰亦在歐洲開展。1949年中華人民共和國成立後，冷戰伸延至亞洲。香港因而在冷戰陣營的前沿，港英政府因此積極加強新界管治。港英政府為解決糧食不足的問題，當時視發展漁農業為頭等大事。早於1947年，港府便將提升漁農業產量及發展新界交通運輸列為緊急項目優先處理。1950年初，剛建國的中國共產黨積極進行土地改革運動及農業合作化運動，中國內地的農村互助合作組織數量大幅上升，由1950年272萬個農業互助組（約佔全國農戶總數的11%），升至1952年802.6萬個（佔全國總農戶的39.9%）。1951年2月，港府通過《合作社條例》(香港法例第33章)，鼓勵從內地逃難來港的漁民和農民成立合作社，既提升漁農業的產量，減少依賴內地進口，同時防止中國共產黨滲透香港的漁農業界。
另一方面，港府為了舒緩大量難民來港而產生的住屋問題，亦鼓勵成立建屋合作社，例如香港政府公務員建屋合作社。當時，政府視之為本地公務員福利的一部分，規定該合作社須由至少十個具退休金資格（pensionable）的本地公務員參與，並以折讓價提供土地及吸引的年息提供貸款，攤分20年償還。建成的房屋不能轉讓或出租，只供公務員及其家屬居住，直至百年歸老，及後可讓子女承繼。政府鼓勵的合作社運動推行近三十年，及至八十年代，由於環境改變，運動亦出現停滯。

## 發展
至2019年底，香港共有173個註冊合作社，比2009年208個註冊合作社減少了35個。合作社可分為生產、消費、服務及信貸四大類別。生產合作社是指以合作社方式運作的生產單位，有從事漁農生產的農場、漁場等，或非漁農生產的手工業、膳食等。消費合作者以合作社方式消費，包括共同購買、綠色消費等。服務合作社則有提供托兒、家居清潔等社區照顧服務。信貸合作社以收受社員存款及向社員發放貸款為主，例如義會、農會、漁會、合作社銀行等。一些合作社亦會同時涉及多於一項類別的活動。
至2019年底，漁農生產合作社仍佔多數，共7061個，佔整體約63%，其次為非漁農生產的建屋合作社，佔約28%(48個)，消費合作社佔約5%(9個)，職工合作社(包括非漁農生產及服務)佔約4%(6個)。社員人數方面，以蔬菜產銷為主的農業合作社人數最多，共3918人，佔整體約37%，其次為以消費為主的合作社，共2285人，佔整體約22%。
自本地農業得到更多人關注，部分本地農夫發起以「生產及消費合作社」的方式，直接將本地農夫與本地消費者連繫，既支持本土農業，亦可減少中介剝削，例如粉嶺馬寶寶社區農場 (Ma Po Po Community Farm)。近年，亦有學者建議仿傚外國平台合作社（platform cooperative）的做法，結合新通訊科技與合作社的理念。

### 職工合作社
縱然未有完整的統計，但相信從事職工合作社多以女性社員為主，部分原因由於香港九十年代工業北移，令大量中年基層員工失業，當中尤以婦女為甚。受本地年齡歧視及性別歧視等問題影響，中年婦女往往難以重新找到工作，合作社因而成為他們繼續自力更生的辦法。在香港中文大學的范克廉樓地庫泳池旁邊，由「中大女工同心合作社」營運的小賣部便為一例。2000 年，香港中文大學學生會基層關注組與「香港婦女勞工協會」合作，協助一群失業婦女在校園內承辦小賣店 。起初有十多名婦女有意加入，後來得知合作社工作要自負盈虧後部分人退出，最終由九位婦女籌得二十萬資金以「女工同心合作社」的名義於 2001 年11月正式於中大開業。 2004 年，組織正式註冊為職工合作社。「中大女工同心合作社」既是首間在大學校園內的合作社，也是香港第一間經由漁農自然護理署註冊的職工有限合作社。
中大女工合作社曾經啟發了其他大專院校，先後有民間團體在香港大學、嶺南大學、香港城市大學、香港理工大學等承辦合作社，但最終相繼結業。「女工同心合作社」在香港中文大學的發展亦非一帆風順。2006年，「女工同心合作社」曾被迫遷，社會學系陳健民教授與校方爭取保留合作社，提出以計分方式決定去留，最後女工合作社以一分之差成功續約。2014年，中大學生會、學生報及基層關注組等，收集3000個支持合作社的學生聯署，最後亦成功續約。
根據「香港婦女勞工協會」估計，2002 年至 2010 年間至少有九間職工合作社成功註冊，但有更多合作社因政策、法規等制度限制而未能註冊。

### 公務員建屋合作社
八十年代政府停止公務員建屋合作社的福利後，建屋合作社由高峰238個，2013年減至60個左右。自五十年代起，香港香港地產業急速，房地產價格急升。當年政府雖然限制建屋合作社公務員於還清貸款前轉讓房屋，但並沒有機制處理還清款項後轉讓事宜。1987年政府引人解散合作社及補地價機制，所有社員同意後，可按既定程序解散，並向地政總署申請及補地價，解除轉售限制後方可轉售單位。轉售限制跟其他福利性質資助房屋（如「居者有其屋」）轉讓要求相似。第一個重建的公務員合作社項目是「西環高級公務員宿舍」，1989年社員與信德集團達成共識與發展商新鴻基地產、新世界發展及廖創興企業合作重建，成為今日「寶翠園」。及後政府於1993年修例，降低社員同意解散合作社門檻至75%。2000年起，政府進一步簡化相關程序及容許短期豁免轉讓限制。
私人發展商亦有接洽合作社重建物業發展。位於筲箕灣柴灣道的藹寧園於2011年被發展商南豐集團收購，2016年完成重建，成為今日「香島」。2020年10月，發展商雅居樂成功申請強行拍賣鰂魚涌柏架山道公務員合作社的物業。雖然合作社社員無律師代表，不少核心問題未經過法庭討論，例如強拍會否影響社員的公務員僱傭條款，扣除補地價金額的款項是否足夠社員換置同類型單位等等，但由於得到地政總署配合在強拍前批出轉售許可，土地審裁處認為今次可以取消土地買賣限制，因而促成香港首次成功強行拍賣建屋合作社物業的案例。另外，市區重建局（市建局）配合政府的市區重建及房屋策略，於2020年６月啟動兩個公務員建屋合作社樓宇重建試點項目．市建局代業主統一向政府申請及評估補地價事宜，若社員接受市建局的出價，市建局將代社員補地價及免除政府相關行政費。

## 討論

### 職工合作社
自《合作社條例》於1951年實行以來，條例內容未能追上時代轉變。例如，有意見認為非農業為主的職工合作社亦由漁農自然護理署規管並不合理。《合作社條例》的人數及財務要求亦構成經營合作社的障礙。

### 公務員建屋合作社
有意見認為公務員建屋合作社不合時宜，解社需要75%社員同意門檻過高，要求政府修例。另外，有公務員合作社代表要求取消補地價要求。他們認為合作社樓房重建後可增加樓房供應，有助解決社會整體住屋問題之餘，亦可改善樓宇失修、設施未能回應現時住屋需求等問題。至於如何重建及分配土地利潤才達至公平，符合社會公眾利益，則仍有待討論。

## 政治參與
香港立法會的35席功能界別中，漁農界功能界別佔有1席。據香港中文大學政治系學者馬嶽研究，香港是世上少數仍以職業及界別功能作為選民資格及立法機關組成部分的地區。根據香港選舉事務處，漁農界功能界別的選民資格為團體（團體票），包括被政府認可的聯合總社團體會員及已刊憲的團體選民。2019年，８個認可的聯合總社中，６個為合作社的總社，包括新界蔬菜產銷合作社有限責任聯合總社、港九新界養豬合作社有限責任聯合總社、筲箕灣區漁民合作社有限責任聯社、新界大埔區漁民合作社有限責任聯合總社、西貢區漁民合作社有限責任聯社及南區漁民合作社有限責任聯社。這些團體的會員具有資格登記為界別選民。在75個被認可的界別團體中，有17個是合作社組織。2019年，該界別共有150名團體選民，較2007年少10名團體選民。
另外，這些團體選民亦具有資格選出產生負責選舉香港特別行政區行政長官的選舉委員會界別代表，在1200人組成的選舉委員會中選出60席代表漁農界。漁農合作社因而可以在立法會選舉中直接投票選出業界代表及在行政長官選舉中間接選出行政長官。